# Rosenkammaren

Rosenkammaren var en tortyrkammare i Stockholm, inrättad på 1740-talet och i bruk till 1772. Rosenkammaren låg vid Norra Bantorget där Folkets hus ligger idag, i anslutning till fängelset som kallades Nya smedjegården. 
Kammaren utgjordes av ett långt rum, varigenom vatten rann ur en springkälla. Vid denna hängdes de fångar som skulle fås att tala i händerna från en krok i taket. Fångarna, som antingen var nakna eller i blotta skjortan, kunde endast stödja sig på ett ben i det kalla vattnet, vilket vanligen stod dem till mitten av benet. Den tid som de olyckliga här kunde uthärda, anslogs 1747 till mellan två och tio timmar, beroende på kroppskonstitutionen. Den förste som torterades i kammaren var en Carelberg, som förövat en stor stöld i Kungliga myntet.
När Gustav III 27 september 1772 avskaffade tortyren i Sverige, beordrades även förstörandet av Rosenkammaren och dess tortyrutrustning.  